# الصنمین
الصنمین (به عربی: الصنمین) یک منطقهٔ مسکونی در سوریه است که در استان درعا واقع شده‌است.

## خصوصیات
الصنمین ۲۶٬۲۶۸ نفر جمعیت دارد و ۶۴۰ متر بالاتر از سطح دریا واقع شده‌است.